# Holland Cup 2011/2012
De Holland Cup 2011/2012 was het tweede seizoen van deze door de KNSB georganiseerde serie wedstrijden. Het toernooi gold ook als plaatsingswedstrijd voor diverse andere nationale wedstrijden, waaronder Nederlandse kampioenschappen.

## Wedstrijden
| Wedstrijd              | Data                | IJsbaan        | Plaats   | Extra belang                                                                                         |
| ---------------------- | ------------------- | -------------- | -------- | --- |
| Holland Cup 1          | 21-23 oktober 2011  | IJsbaan Twente | Enschede | Plaatsing NK afstanden 2012                                                                          |
| Holland Cup 2          | 19-20 november 2011 | De Bonte Wever | Assen    | Plaatsing Utrecht City Bokaal, Kraantje Lek Trofee, Eindhoven Trofee, Selectiewedstrijd wereldbekers |
| Holland Cup 3          | 14-15 januari 2012  | De Meent       | Alkmaar  | Plaatsing NK Allround 2012                                                                           |
| Holland Cup 4          | 18-19 februari 2012 | De Westfries   | Hoorn    | Plaatsing NK neo-senioren 2012                                                                       |
| Holland Cup 5 (finale) | 2-4 maart 2012      | De Scheg       | Deventer | Plaatsing NK afstanden 2013                                                                          |

## Winnaars

### Mannen
| Wedstrijd              | 500 meter                     | Tijd                    | 1000 meter    | Tijd          | 1500 meter    | Tijd         | 5000 meter       | Tijd         | Ploegenachtervolging  |
| ---------------------- | ----------------------------- | ----------------------- | ------------- | ------------- | ------------- | ------------ | ---------------- | ------------ | --------------------- |
| Holland Cup 1          | Jesper Hospes                 | 72.340 (36,03 en 36,31) | Pim Schipper  | 1.10,91       | Mark Tuitert  | 1.50,10      | Joost Juffermans | 6.29,95      | niet op het programma |
| Holland Cup 2          | Hein Otterspeer               | 36,09                   | Lars Elgersma | 1.11,92       | Rhian Ket     | 1.51,88      | Bob de Vries     | 6.34,02      | niet op het programma |
| Holland Cup 3          | Lars Elgersma                 | 36,51                   | Lars Elgersma | 1.12,43       | Frank Hermans | 1.51,17      | Bob de Vries     | 6.31,58      | niet op het programma |
| Holland Cup 4          | Lars Elgersma                 | 36,93                   | Lars Elgersma | 1.12,99       | Lars Elgersma | 1.52,28      | Frank Hermans    | 6.43,06      | niet op het programma |
| Holland Cup 5 (finale) | Lars ElgersmaLucas van Alphen | 36,3136,92              | Ronald Mulder | 1.12,15       | Ben Jongejan  | 1.51,21      | Ben Jongejan     | 6.37,45      | Gewest Friesland      |
| Eindklassement         | Lars Elgersma                 | Lars Elgersma           | Lars Elgersma | Lars Elgersma | Ben Jongejan  | Ben Jongejan | Bob de Vries     | Bob de Vries | niet van toepassing   |

### Vrouwen
| Wedstrijd              | 500 meter                       | Tijd                    | 1000 meter         | Tijd           | 1500 meter           | Tijd         | 3000 meter    | Tijd         | Ploegenachtervolging  |
| ---------------------- | ------------------------------- | ----------------------- | ------------------ | -------------- | -------------------- | ------------ | ------------- | ------------ | --------------------- |
| Holland Cup 1          | Floor van den Brandt            | 80.120 (40,15 en 39,97) | Lotte van Beek     | 1.19,67        | Lotte van Beek       | 2.03,64      | Pien Keulstra | 4.16,16      | niet op het programma |
| Holland Cup 2          | Mayon Kuipers                   | 39,79                   | Roxanne van Hemert | 1.20,02        | Paulien van Deutekom | 2.03,92      | Yvonne Nauta  | 4.18,57      | niet op het programma |
| Holland Cup 3          | Floor van den Brandt            | 40,24                   | Sophie Nijman      | 1.20,69        | Yvonne Nauta         | 2.01,85      | Pien Keulstra | 4.20,89      | niet op het programma |
| Holland Cup 4          | Floor van den Brandt            | 40,28                   | Roxanne van Hemert | 1.20,63        | Yvonne Nauta         | 2.06,80      | Yvonne Nauta  | 4.19,94      | niet op het programma |
| Holland Cup 5 (finale) | Floor van den BrandtJanine Smit | 40,1440,13              | Lotte van Beek     | 1.19,60        | Yvonne Nauta         | 2.03,42      | Yvonne Nauta  | 4.21,41      |                       |
| Eindklassement         | Floor van den Brandt            | Floor van den Brandt    | Lotte van Beek     | Lotte van Beek | Yvonne Nauta         | Yvonne Nauta | Yvonne Nauta  | Yvonne Nauta | niet van toepassing   |

2010/2011 · 
2011/2012 · 
2012/2013 · 
2013/2014 · 
2014/2015 · 
2015/2016 · 
2016/2017 · 
2017/2018 · 
2018/2019 · 
2019/2020 · 
2020/2021 · 
2021/2022 · 
2022/2023 · 
2023/2024 · 
2024/2025